# شون لوف
شون لوف (بالإنجليزية: Sean Love)‏ هو لاعب كرة قدم أمريكية أمريكي، ولد في 6 سبتمبر 1968 في كوالدال شويلكيل مقاطعة في الولايات المتحدة.

## وصلات خارجية
- شون لوف على موقع مرجع كرة القدم المحترفة.كوم (الإنجليزية)
- شون لوف على موقع JustSportsStats.com (الإنجليزية)